# Bedworth United FC
Bedworth United FC är en engelsk fotbollsklubb i Bedworth, grundad 1895. Hemmamatcherna spelas på The Oval. Klubbens smeknamn är The Greenbacks. Klubben spelar sedan säsongen 2019/2020 i Southern Football League Division One Central.